# Свастика (фильм, 1983)
«Свастика» (яп. 卍 Мандзи) — японская мелодрама 1983 года режиссёра Хирото Ёкоямы. Фильм основан на одноимённой книге Дзюнъитиро Танидзаки «Свастика» (яп. 卍), является ремейком одноимённого японского фильма 1964 года.

## Сюжет
Соноко страдает клептоманией. Однажды в магазине свидетелем её воровства становится молодая девушка (Мицуко). Опасаясь, что девушка заявит на неё полиции, Соноко выслеживает её до дома. Там она предлагает деньги за молчание, но Мицуко отказывается. Обе женщины чрезвычайно возбудимы и эмоционально неустойчивы. Напряжённый разговор между ними перерастает в драку. Измученные выяснением отношений, они отдаются эмоциональной связи, возникшей между ними. У них начинается любовный роман. Муж Соноко начинает подозревать жену и выслеживает до квартиры Мицуко, где женщины встречаются. В итоге, муж знакомится с Мицуко, она начинает бывать дома у них дома, а потом и жить у них. Отношения всё больше запутываются и заканчиваются гибелью Соноко.

## В ролях
| В ролях       |  | Персонаж       |
| ------------- |  | -------------- |
| Ёсио Харада   |  | Такэси Какэути |
| Канако Хигути |  | Мицуко Сидо    |
| Харуна Такасэ |  | Соноко         |
| Акико Кояма   |  | Тикуса Сидо    |